# Amphipteryx
Amphipteryx é um género de libelinha da família Amphipterygidae.

## Espécies
Este género contém as seguintes espécies:
- Amphipteryx agrioides Selys, 1853[2]
- Amphipteryx chiapensis González, 2010
- Amphipteryx jaroli Jocque & Argueta, 2014
- Amphipteryx longicaudata González, 1991
- Amphipteryx meridionalis González, 2010
- Amphipteryx nataliae González, 2010